# Pulverturm Lingen

Der Pulverturm, 2007

Der Pulverturm zu Lingen war Teil der Burg Lingen, die während des spanisch-niederländischen Krieges mit dem Abzug der Spanier 1630 geschleift wurde. Er wurde ab 1960 an anderer Stelle neu aufgebaut und ist mittlerweile als Baudenkmal ausgewiesen.

## Bau und Zerstörung

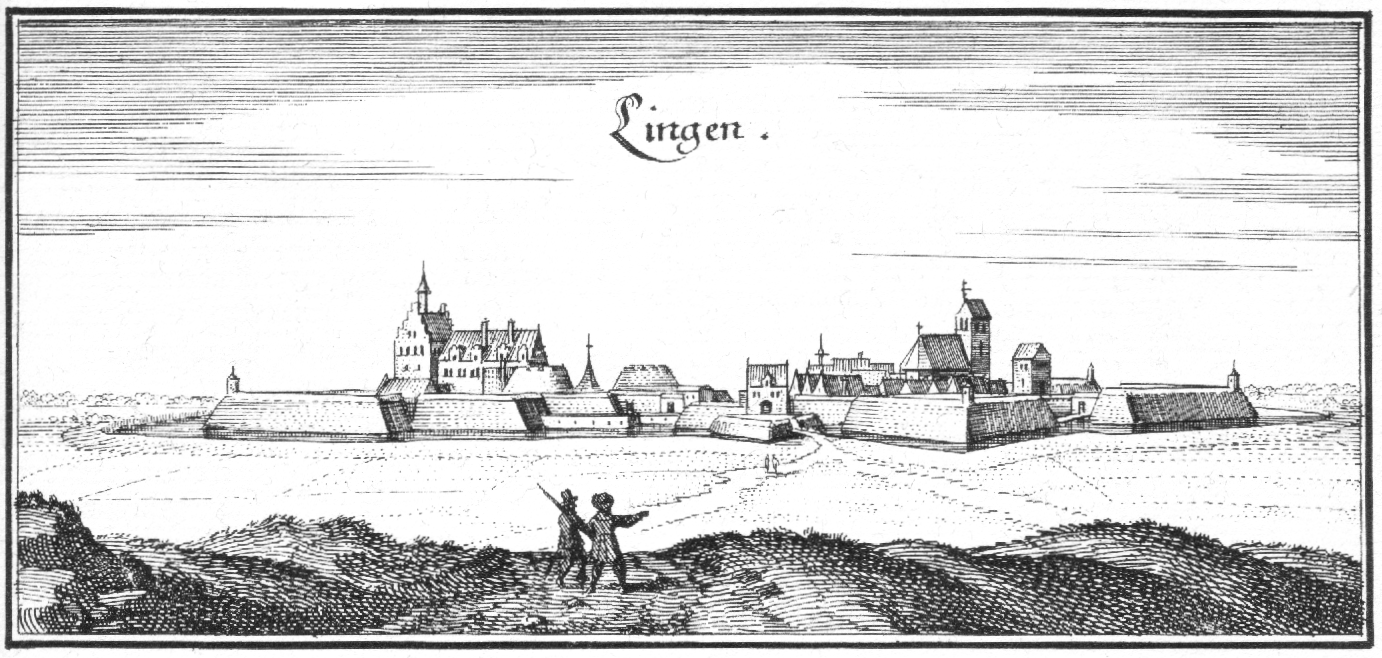
Lingen vor der Schleifung der Festung (Kupferstich von 1647)

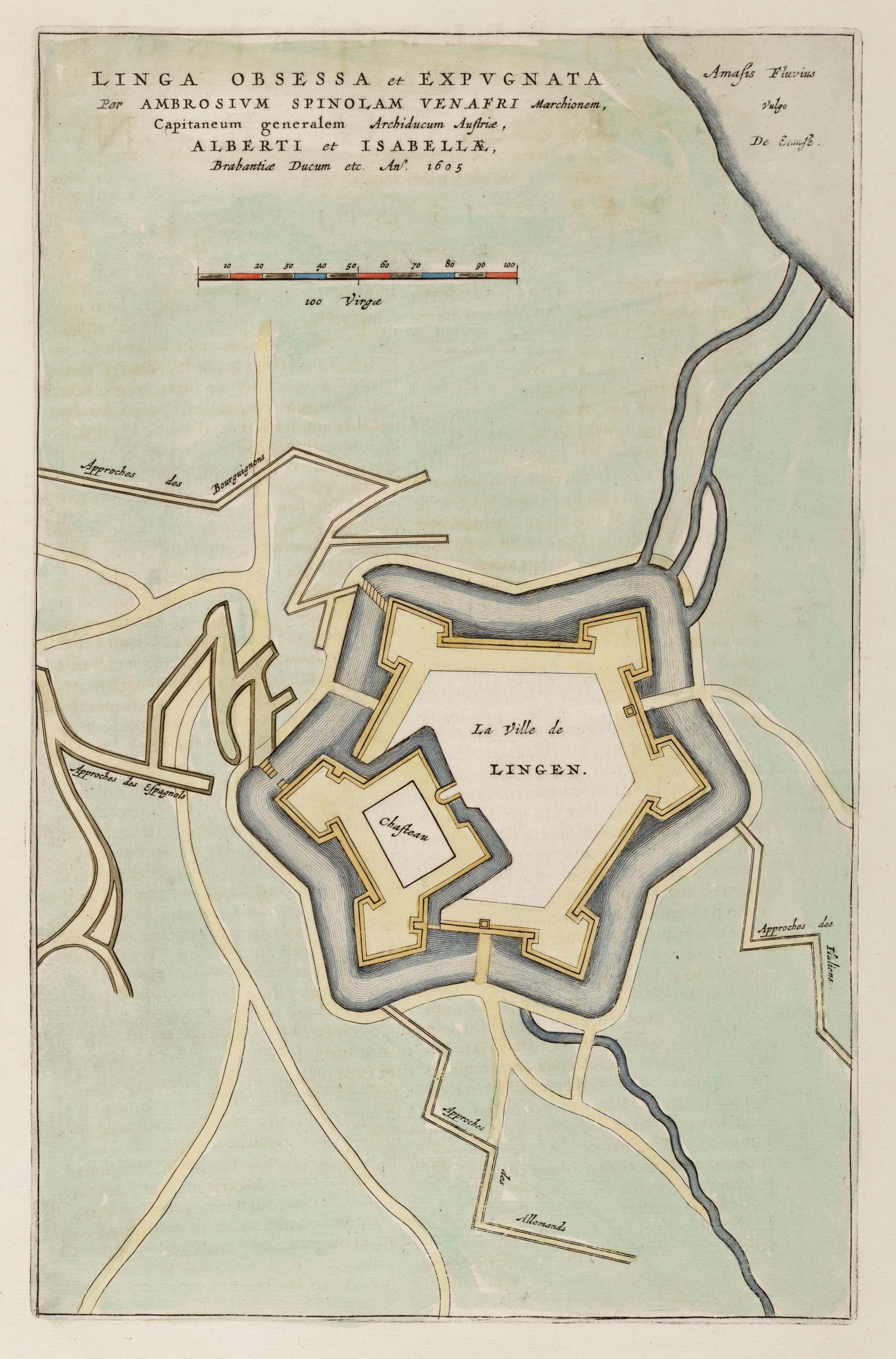
Die Festung Lingen um 1605, vor der Schleifung 1630

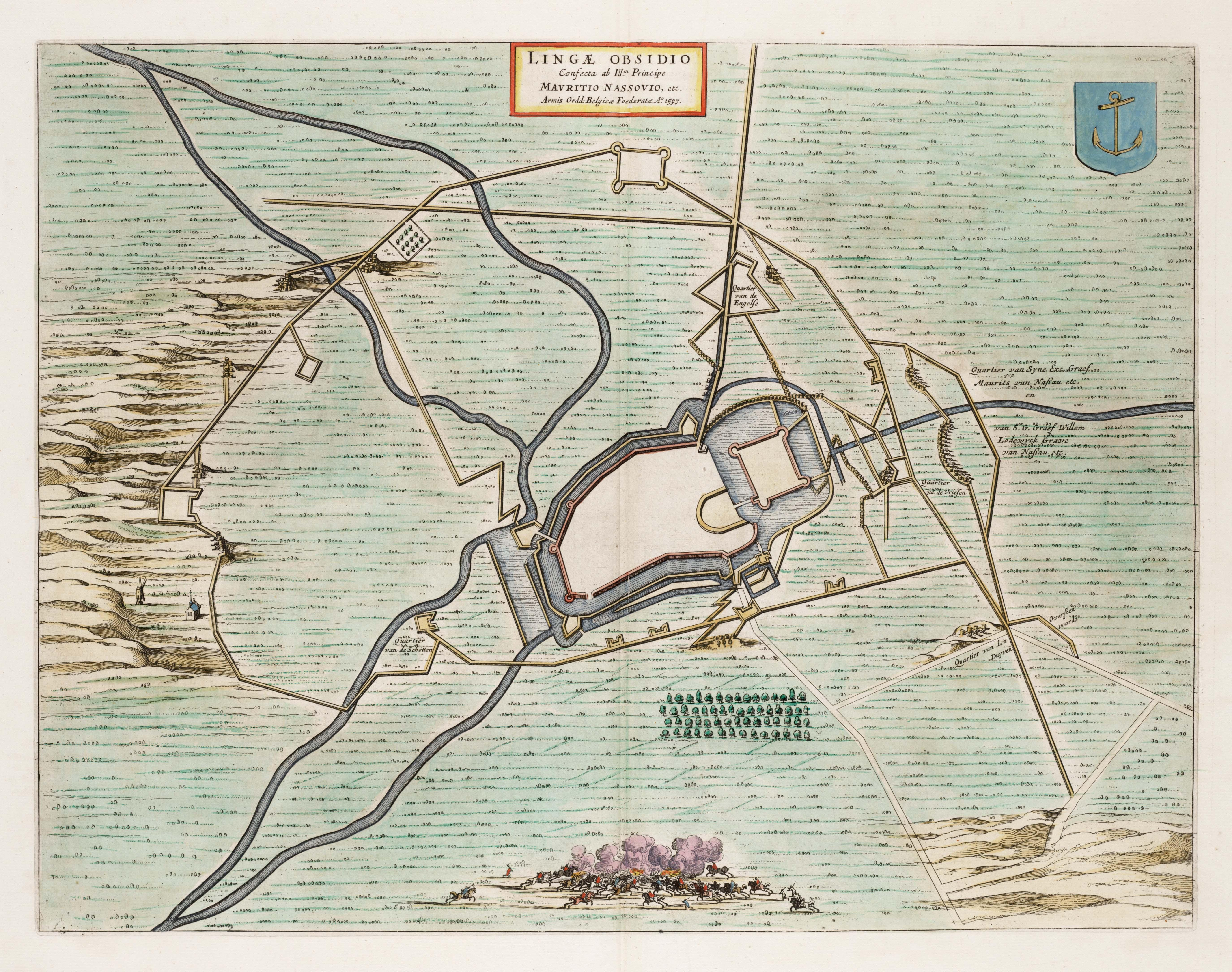
Die Festung um 1597

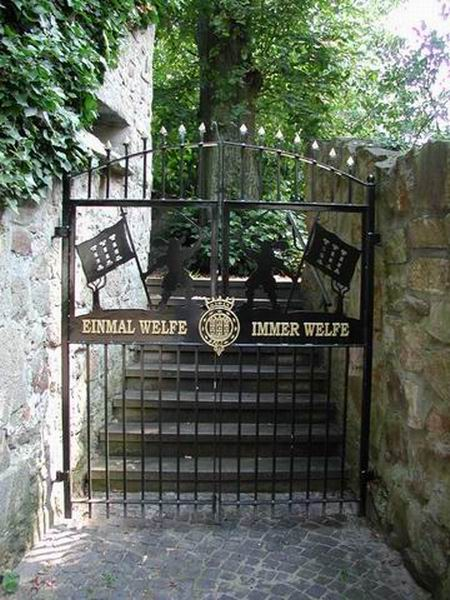
Das neue Haupttor mit dem Sektionsmotto

Mit dem Bau der Lingener Burg wurde zu Beginn des 13. Jahrhunderts durch die Grafen von Tecklenburg begonnen. Der Baubeginn des Pulverturmes lässt sich wahrscheinlich zu Beginn des 15. Jahrhunderts datieren. Nach Fertigstellung stand der Turm innerhalb der nochmals eigens gesicherten Burg. In ihm wurde, wie damals üblich, das Schießpulver zur Verteidigung der Stadt gelagert. Im Jahr 1607 brach innerhalb der Festungsmauern ein Brand aus, der auch den Pulverturm nicht verschonte. Die Ursache war wahrscheinlich ein nicht gelöschtes Feuer in der Burg, mit dem man damals üblicherweise heizte oder die Räume beleuchtete. Dies hatte zur Folge, dass sich eine starke Explosion ereignete, die viele Menschenleben forderte und auch große Teile der Festung mit sich riss. Ihren größten Ausbau hatte die Lingener Befestigungsanlage vor der Schleifung der Festung vor dem Abzug der Spanier im Jahre 1630.
Im Zweiten Weltkrieg wurde der Keller, der als einziger Gebäudeteil von der Explosion verschont wurde, von den Schülern der nahe gelegenen Castellschule als Luftschutzraum genutzt.

## Der Wiederaufbau
Im Jahr 1960 begann die Kivelingssektion „Die Welfen“ mit dem Wiederaufbau des Pulverturmes. Bis dato war die Turmruine von Pflanzen und Bäumen überwuchert. Eine originalgetreue Rekonstruktion konnte nicht erreicht werden und man beschränkte sich auf zwei Stockwerke. In einigen tausend Arbeitsstunden errichteten die Sektionsmitglieder den Turm, so dass er zum Kivelingsfest 1961 als Geschenk der Kivelinge an die Stadt Lingen übergeben werden konnte.

## Heutige Nutzung
Der Pulverturm wird von der Sektion Welfen als Versammlungsort benutzt.
Auf dem umliegenden Gelände finden im Laufe des Jahres kulturelle Veranstaltungen statt.
Zum Beispiel:
- Teil des Kivelingsfests alle drei Jahre zu Pfingsten
- Open Air Gelände Pulverturm beim alljährlichen Altstadtfest
- Ausstellungen

Auch bei den von der Stadt Lingen angebotenen historischen Stadtführungen ist das Pulverturmgelände eines der Ziele.

## Sonstiges
Seit dem Jahr 2000 fanden einige Umbaumaßnahmen zur Verschönerung oder Erhaltung des Turmes statt:
- Erneuerung der Außentreppe (2001)
- Einbau eines gusseisernen Ofens (2000)
- Einbau eines neuen Haupttores (2000)
- Instandsetzung des Daches, komplette Neugestaltung des Innen- und Kellerraums sowie Erneuerung des Kerkers (2010)

Seit den 2000er Jahren ist der Pulverturm Lingen (Ems) aufgrund der "geschichtlichen Bedeutung für die Stadtgeschichte und Landesgeschichte"als Einzeldenkmal mit der Nummer 95 im Denkmalatlas Niedersachsen aufgeführt.